# Campanula pinatzii
Campanula pinatzii ist eine Pflanzenart aus der Gattung der Glockenblumen (Campanula) in der Familie der Glockenblumengewächse (Campanulaceae). Sie gehört zur Untergattung Roucela.

## Merkmale
Campanula pinatzii ist ein einjähriger Schaft-Therophyt, der Wuchshöhen von 4 bis 14 Zentimeter erreicht. Die Pflanze ist rau oder striegelig behaart. Die Hauptachse des Stängels ist kurz, die Seitenäste sind verlängert und niederliegend. Die Blätter und Tragblätter sind ganzrandig oder gekerbt. 
Die Kelchzipfel sind in der Fruchtreife aufrecht oder neigen zusammen. Die Krone ist breit glockig und 9 bis 13 Millimeter groß. Die Röhre hat einen Durchmesser von 5 bis 6 Millimeter. Die Staubbeutel sind um 3 Millimeter lang.
Die Blütezeit reicht von April bis Mai.

## Vorkommen
Campanula pinatzii ist eine endemische Art der Inseln Karpathos, Saria und Kasos. Die Art wächst auf Felsen, in Phrygana und in anderen offenen Vegetationsformen auf Kalk und Mergel in Höhenlagen von 0 bis 800 Meter.

## Taxonomie und Etymologie
Campanula pinatzii wurde 1967 von Werner Greuter und Demetrios Phitos in Boissiera. Mémoires du Conservatoire de Botanique et de l'Institut de Botanique Systematique de l'Université de Génève Band 13 Seite 134 erstbeschrieben. Die Art ist dem griechischen Botaniker Leonidas Pinatzis (* 1891; † 28. August 1964) gewidmet.

## Belege
- Annette Carlström: A revision of the Campanula drabifolia complex (Campanulaceae). In: Willdenowia. Band 15, Nr. 2, 1986, S. 375–387, JSTOR:3996451.
- Niki Goulandris: Leonidas Pinatzis (1891-1964), a notable Greek field-botanist. In: Annales Musei Goulandris. Band 4, 1978, S. 19–26.
- Ralf Jahn, Peter Schönfelder: Exkursionsflora für Kreta. Mit Beiträgen von Alfred Mayer und Martin Scheuerer. Eugen Ulmer, Stuttgart (Hohenheim) 1995, ISBN 3-8001-3478-0, S. 294.